# Tobias Müller (Philosoph)
Tobias Müller (* 1976) ist ein deutscher Philosoph und römisch-katholischer Theologe.

## Leben
Müller studierte von 1997 bis 2003 Philosophie, Katholische Theologie und Pädagogik an der Johannes Gutenberg-Universität in Mainz und schloss das Studium mit einem Magister-Abschluss sowie einem Staatsexamen für das Lehramt an Gymnasien in den Fächern Katholische Theologie und Philosophie ab. 2004 bis 2008 studierte er Physik an der Johann Wolfgang Goethe-Universität in Frankfurt am Main und war Wissenschaftlicher Mitarbeiter an der Professur für Religionsphilosophie am Fachbereich Katholische Theologie bei Thomas M. Schmidt. 2007 wurde Müller in Religionsphilosophie mit einer Arbeit über die Philosophie  Alfred N. Whiteheads promoviert, 2008 folgte die Erweiterungsprüfung für das Lehramt an Gymnasien im Fach Physik. 2008 bis 2015 war Müller Dilthey-Fellow der Volkswagen-Stiftung zunächst in Mainz, dann an der Hochschule für Philosophie München. Parallel studierte Müller Religionswissenschaft an der Philipps-Universität Marburg und schloss dieses Studium 2015 mit einem Master in Religionswissenschaft ab. Im Oktober 2019  folgte die Habilitation in Philosophie an der Philosophisch-Sozialwissenschaftlichen Fakultät der Universität Augsburg. Im Juli 2020 erwarb Müller schließlich ein Lizentiat in Katholischer Theologie an der Katholisch-Theologischen Fakultät der Universität Tübingen.
2021 übernahm Müller die Vertretung der Professur für Religionsphilosophie an der Johann Wolfgang Goethe-Universität in Frankfurt. Im selben Jahr erhielt er einen Ruf auf die Professur für Religionsphilosophie und Fundamentaltheologie an der Universität Rostock.

## Schriften (Auswahl)
- Gott, Welt, Kreativität. Eine Analyse der Philosophie A. N. Whiteheads, Paderborn: Schöningh (2009).
- Das Subjekt und das Absolute. Zur Aktualität der Philosophie Wolfgang Cramers, Freiburg / München: Alber Verlag (2022).